# سفيان كيين
سفيان كيين (مواليد 2 أكتوبر 1997) هو لاعب كرة قدم مغربي يلعب في نادي كييفو فيرونا الإيطالي ويلعب لمنتخب المغرب الأولمبي.

## إنجازاته

### مع المنتخبات الوطنية
منتخب المغرب تحت 20 سنة لكرة القدم
- الألعاب الفرانكوفونية
  -  ميدالية ذهبية في الألعاب الفرانكوفونية 2017

## روابط خارجية
- Profile by Weltfussball